# Letino
Letino (Ru Tinu in dialetto letinese) è un comune italiano di 611 abitanti della provincia di Caserta in Campania.

## Geografia fisica
Il territorio comunale si estende per 31 km², con un'altitudine che varia dagli 828 m s.l.m. della località Cavuto ai 1.725 della località Vallocchie Scure, ai piedi del monte Miletto.
Il centro abitato si trova a 961 metri sul livello del mare.

### Lago di Letino
Il lago di Letino o di Cauto è un bacino artificiale situato poco lontano dal centro abitato.
Venne costruito agli inizi del XX secolo per alimentare la centrale idroelettrica di Prata Sannita.
Ha una superficie di 1,1 km², un volume d'acqua di 925000 m³ e un limite massimo di invaso di 908 metri.

## Storia
Il territorio comunale di Letino è stato sede di un insediamento sannita, come testimoniano alcune tracce archeologiche site in località "Campo delle Secine".
Nel XVI secolo fu feudo dei baroni Della Penna, di Marc'Aurelio Mattei nel 1676, poi dei d'Aragona e successivamente dei Carbonelli.
Sotto la reggenza di Ippolita d'Aragona vennero approvati gli Statuti, che riconoscevano una certa autonomia amministrativa ai letinesi.
Nel 1531 il feudo di Letino venne valutato mille ducati, con una popolazione pari a settantadue famiglie ed una rendita di trentanove ducati.
Ultimo feudatario fu Marco Aurelio Carbonelli, che governò sino all'abolizione del feudalesimo (1806).
Nel 1877 fu proclamata la Repubblica sociale anarchica dalla Banda del Matese composta da militanti anarchici della Federazione anarchica italiana che, insieme alle masse popolari locali, issarono la bandiera rosso-nera nel comune, evento documentato per la prima volta in Italia e nel mondo. I membri di questa banda furono arrestati delle autorità precostituite del Regno d'Italia e detenuti a lungo; processati per uno scontro precedente con un carabiniere che era stato ferito ed era poi deceduto, furono assolti.
Dal 1927 al 1945 appartenne alla provincia di Campobasso a causa della temporanea soppressione della provincia di Caserta.
Il 24 ottobre 1943, durante la Seconda guerra mondiale, i soldati tedeschi vi uccisero quattro giovani.

## Monumenti e luoghi d'interesse

### Castello
Il Castello di Letino è sito su di un colle che domina l'abitato, a 1.200 metri sul livello del mare.
Fondato nell'XI secolo, ospitava una guarnigione permanente destinata a sorvegliare la zona dell'alto Matese.
Il lato maggiore, posto sull'asse est-ovest, è lungo 90 metri mentre il lato minore, posto sull'asse nord-sud, è lungo 40 metri.
Nel corso dei secoli il Castello ha subito numerose trasformazioni.
La poderosa cinta muraria, di forma irregolare, è intervallata da cinque torri d'avvistamento a pianta circolare.
All'interno della cinta muraria venne edificato intorno al XVII secolo il Santuario di Santa Maria del Castello, che assorbì buona parte dell'edificio. Attualmente non sono presenti altre costruzioni dentro le mura, tanto è vero che lo spazio interno ospita il cimitero di Letino.

### Santuario di Santa Maria del Castello
All'interno della cinta muraria del Castello è sito questo antico luogo di culto, eretto nel Seicento ma restaurato nei secoli successivi.
Il Santuario è stato ricavato a ridosso della cinta muraria e nella sua struttura architettonica ha inglobato anche due delle cinque torri del Castello.
La facciata, in pietra locale, è a capanna e presenta un portale sovrastato da un oculo.
L'interno, ad unica navata, conserva quattro altari per lato più il maggiore, in posizione elevata rispetto agli altri.

### Grotte di Cauto
Le Grotte di Cauto, site nei pressi del lago di Letino, sono un complesso di cavità naturali costituite da un ramo ancora percorso dall'acqua e da un ramo "fossile", visitabile.
La galleria superiore, che corrisponde al vecchio percorso del fiume Lete, è un susseguirsi di pozzi d'acqua, dislivelli, piccoli canyon.
Nella sala maggiore, alta oltre trenta metri, si possono ammirare pregevoli stalattiti e stalagmiti.
La galleria inferiore ha uno sviluppo di circa 500 metri ed un dislivello di circa 90 metri. Lungo le sue diramazioni è possibile ammirare diverse specie animali particolari, come degli insetti e dei crostacei dal guscio bianco, sprovvisti di occhi.

## Società

### Evoluzione demografica
Abitanti censiti

## Cultura
Di particolare interesse è il costume tipico femminile di Letino, dai colori vivaci e dai ricchi decori.
La tradizione dell'indossare il costume è tuttora celebrata, soprattutto in agosto, mettendo in scena una specie di commedia, dimostrando ciò che i giovani dovevano fare per avere in sposa una ragazza del paese. In queste rappresentazioni sono presenti canti e balli interpretati dai ragazzi stessi e accompagnati dal suono dell'organetto.